# Narrung
Narrung är en ort i Australien. Den ligger i kommunen The Coorong och delstaten South Australia, omkring 83 kilometer sydost om delstatshuvudstaden Adelaide.
Trakten runt Narrung är nära nog obefolkad, med mindre än två invånare per kvadratkilometer.. Det finns inga andra samhällen i närheten. 
Trakten runt Narrung består till största delen av jordbruksmark. Genomsnittlig årsnederbörd är 584 millimeter. Den regnigaste månaden är juni, med i genomsnitt 99 mm nederbörd, och den torraste är december, med 18 mm nederbörd.